# Retourbon
Een retourbon is een veelgebruikte reclametechniek in print media, zoals kranten en tijdschriften. Onderaan de publiciteit wordt een bon voorzien die de consument vervolgens terug kan sturen in ruil voor een gratis staal, een gratis catalogus of de kans een prijs te winnen (sweepstakes). Het voordeel van de retourbon is dat de klant wordt aangezet tot een directe actie die onmiddellijk uitvoerbaar is (vul de bon in en stuur hem op), terwijl gewone publiciteit meestal tot een vertraagde reactie leidt (bv. de aanschaf van het product de eerstvolgende keer dat de klant in de supermarkt is).
De doeleinden van een retourbon zijn divers, maar de belangrijkste lijkt in de meeste gevallen te zijn: het verzamelen van (zo veel mogelijk) persoonlijk informatie van de klant, zodat die op een later moment directer kan worden aangesproken. Sinds het begin van de jaren negentig is de informatie die via een retourbon kan worden verzameld en de manier waarop die mag worden gebruikt en doorgegeven aan derden, door de wet sterk aan banden gelegd .